# France au Concours Eurovision de la chanson 1988
La France a participé au Concours Eurovision de la chanson 1988 à Dublin, en Irlande. C'est la 31e participation de la France au Concours Eurovision de la chanson.
Le pays est représenté par Gérard Lenorman et la chanson Chanteur de charme, sélectionnés en interne par Antenne 2. La première fois que Antenne 2 choisit la chanson en interne depuis qu'elle diffuse le concours. La sélection par une finale nationale sera finalement réintroduite pour le concours en 1999.

## Sélection
Antenne 2 choisit l'artiste et la chanson en interne pour représenter la France au Concours Eurovision de la chanson 1988.

## À l'Eurovision

### Points attribués par la France
| 12 points | Danemark    |
| 10 points | Israël      |
| 8 points  | Italie      |
| 7 points  | Grèce       |
| 6 points  | Turquie     |
| 5 points  | Belgique    |
| 4 points  | Irlande     |
| 3 points  | Yougoslavie |
| 2 points  | Islande     |
| 1 point   | Suisse      |

### Points attribués à la France
| 12 points     | 10 points    | 8 points                                   | 7 points                                | 6 points             |
| ------------- | ------------ | ------------------------------------------ | --------------------------------------- | -------------------- |
| - Yougoslavie | - Luxembourg | - Turquie                                  | - Autriche                              |                      |
| 5 points      | 4 points     | 3 points                                   | 2 points                                | 1 point              |
| - Grèce       |              | - Allemagne - Danemark - Finlande - Suisse | - Belgique - Espagne - Pays-Bas - Suède | - Norvège - Portugal |

Gérard Lenorman interprète Chanteur de charme en 19e position lors du concours suivant l'Italie et précédant le Portugal. Au terme du vote final, la France termine 10e sur 21 pays, obtenant 64 points.